# (3006) Livadia
(3006) Livadia (1956 RQ) ist ein ungefähr acht Kilometer großer Asteroid des inneren Hauptgürtels, der am 24. September 1979 vom russischen (damals: Sowjetunion) Astronomen Nikolai Stepanowitsch Tschernych am Krim-Observatorium (Zweigstelle Nautschnyj) auf der Halbinsel Krim (IAU-Code 095) entdeckt wurde. Er gehört zur Hertha-Familie, einer Gruppe von Asteroiden, die nach (135) Hertha benannt ist.

## Benennung
(3006) Livadia wurde nach der Siedlung städtischen Typs Liwadija benannt. Sie liegt in der Stadt Jalta, nach der der Asteroid (1475) Yalta benannt wurde.